# Chrysophyllum marginatum
Chrysophyllum marginatum – gatunek drzew należących do rodziny sączyńcowatych. Występuje na terenie strefy równikowej Ameryki Południowej, głównie na obszarze Brazylii, Boliwii i Paragwaju.